# جون موزينهو
جون مايكل لويس موزينهو (بالإنجليزية: John Mousinho)‏ (مواليد 30 أبريل 1986) هو لاعب كرة قدم إنجليزي محترف يلعب كمدافع لنادي أكسفورد يونايتد. وهو رئيس اتحاد لاعبي كرة القدم المحترفين (PFA).